# Bernhard Weisgerber
Bernhard Weisgerber (* 21. November 1929 in Rostock; † 7. Juli 2013 in Bonn) war ein deutscher Germanist, Sprachwissenschaftler und Sprachdidaktiker.

## Werdegang
Bernhard Weisgerber machte 1949 sein Abitur in Marburg und studierte anschließend Germanistik, Sprachwissenschaft und Pädagogik an den Universitäten Marburg und Bonn sowie an der dortigen Pädagogischen Akademie. Ab 1953 war er Lehrer an einer einklassigen Landschule in Niederbachem (Rhein-Sieg-Kreis). 1958 wurde er Assistent am Institut für Sprach- und Literaturpädagogik der Pädagogischen Akademie Bonn. Mit der Dissertation „Beiträge zur Neubegründung der Sprachdidaktik“ wurde er 1963 an der Universität Bonn promoviert. Im Anschluss an seine Promotion arbeitete er zunächst als Dozent an der Pädagogischen Hochschule Rheinland, Abteilung Neuss. Dort wurde er im Jahr 1968 zum Professor ernannt. 1972 folgte er einem Ruf auf die Professur für Germanistik: Didaktik der deutschen Sprache und Literatur an die neu gegründete Bergische Universität Wuppertal. Als Wissenschaftler sowie als Autor und Mitherausgeber zahlreicher Schulbücher hat er die deutschdidaktische Diskussion seiner Zeit entscheidend mitgeprägt. Er war Mitglied der Zwischenstaatlichen Kommission für deutsche Rechtschreibung. An der Universität Wuppertal forschte und lehrte er bis zu seiner Emeritierung 1995.

## Publikationen
- Beiträge zur Neubegründung der Sprachdidaktik. Weinheim: Beltz 1964.
- Aspekte des Sprachunterrichts. Weinheim u. a.: Beltz 1970.
- Elemente eines emanzipatorischen Sprachunterrichts. Heidelberg: Quelle & Meyer 1972.
- Sprachunterricht in der Grundschule. Stuttgart: Klett 1973.
- Theorie der Sprachdidaktik. Heidelberg: Quelle & Meyer 1974.
- Handbuch zum Sprachunterricht: Beiträge zur Theorie und Praxis. Weinheim u. a.: Beltz 1983.
- Vom Sinn und Unsinn der Grammatik. Bonn-Bad Godesberg: Dürr 1985.